# جون مارشال (نحات)
جون مارشال (بالإنجليزية: John Marshall)‏ هو نحات أمريكي، ولد في 27 فبراير 1932 في كوينسي في الولايات المتحدة، وتوفي في 7 يوليو 2009.